# Vân thủy dao
Vân thủy dao (tiếng Hoa: 云水谣, bính âm: Yún shǔi yáo, tiếng Anh: The knot) là một phim tình cảm lãng mạn của Trung Quốc được sản xuất vào năm 2006 do Doãn Lực đạo diễn, với dàn diễn viên chính gồm Trần Khôn, Từ Nhược Tuyên, và Lý Băng Băng. Đây là phim Trung Quốc được chọn để tranh cử cho hạng mục "Phim ngoại ngữ hay nhất" tại giải Oscar lần thứ 80, nhưng cuối cùng đã không được đề cử. Tuy vậy, Vân thủy dao đã gặt hái thành công lớn tại nhiều LHP và lễ trao giải uy tín trong nước, bao gồm cả LHP Hoa Biểu 2007 và Giải Kim Kê - Bách Hoa 2008.

## Nội dung
Câu chuyện xảy ra vào những năm 40 tại Đài Loan. Trần Thu Thủy (Trần Khôn) là thầy giáo dạy Anh văn, cậu bé học trò của anh có một người chị gái tên Vương Bích Vân (Từ Nhược Tuyên), một nữ sinh trung học. Ngay từ cái nhìn đầu tiên Thu Thủy đã yêu Bích Vân và cả hai đã có với nhau những ngày tháng vui vẻ, hạnh phúc. Nhưng khi tình yêu của hai người đang trong thời kỳ đẹp nhất thì chính trị Đài Loan xảy ra biến động mạnh; là một thanh niên yêu nước nhưng bị quy vào tội phản động, Thu Thủy quyết định trốn khỏi Đài Loan đến Đại lục khi cả hai người đang dự định làm lễ đính hôn. Trước khi chia tay, Bích Vân đã kịp đeo lên tay Thu Thủy chiếc nhẫn đính hôn, còn Thu Thủy chẳng thể để lại cho Bích Vân vật gì ngoài bức tranh cô đã vẽ anh và những nhớ thương triền miên.
Trong những năm tháng xa cách, Bích Vân không hề có chút tình cảm gì với người theo đuổi cô đã lâu và cũng chính là bạn của Thu Thủy. Dù phải chịu áp lực từ gia đình nhưng cô vẫn giữ lời thề với người mình yêu. Về phần Thu Thủy, khi đã sang Đại Lục anh mất liên lạc hoàn toàn với Đài Loan; anh đổi tên thành Từ Thu Vân, trở thành bác sĩ quân y tham gia chiến tranh Triều Tiên. Tại đây anh gặp nữ y tá Vương Kim Đệ (Lý Băng Băng), một cô gái trong sáng, sôi nổi. Kim Đệ đã yêu Thu Thủy ngay từ lần gặp đầu tiên, và cô bắt đầu thời gian kiên trì theo đuổi, cũng như vượt qua tất cả những khó khăn vất vả vẫn theo bước anh đến tận chiến trường Tây Tạng. Trong khi đó, Thu Thủy vẫn chờ mong ngày được trở về quê nhà để gặp lại Bích Vân, nhưng chờ suốt hơn 10 năm mà cơ hội vẫn chưa tới. Vì tìm kiếm tin tức người yêu không có kết quả, khoảng cách với quê hương ngày càng xa, trong nỗi tuyệt vọng, tình yêu chân thành của Kim Đệ đã sưởi ấm trái tim Thu Thủy. Kim Đệ đổi tên thành Bích Vân vì như cô nói "Đối với em, cái tên không là gì cả. Nhưng anh, luôn nhớ Bích Vân và coi trọng cái tên này". Cuối cùng Thu Thủy và Kim Đệ kết hôn, hai người có với nhau một cậu con trai.
Trong khi đó tại Đài Loan, Bích Vân suốt bao năm trời vẫn một lòng chờ đợi Thu Thủy và chăm sóc cho mẹ của anh cho đến ngày bà qua đời. Cô cố gắng nhờ vả nhiều người có liên kết với Đại Lục để tìm kiếm tin tức của anh nhưng vẫn vô hiệu. Dù gia đình cô di dân ra nước ngoài, Bích Vân vẫn quyết ở lại chờ đợi, mãi cho tới khi biết được tin Thu Thủy đã mất trong một tai nạn núi tuyết lở. Hơn 20 năm sau, khi cháu gái của Bích Vân tìm được Trần Côn Lôn, con trai của Thu Thủy và Kim Đệ, bà mới biết chuyện khi xưa anh đã cưới một cô gái lấy tên giống mình và có một đứa con trai, cũng như nghe lại chi tiết chuyện hai người đã cùng mất trong trận tuyết lở...

## Diễn viên
- Trần Khôn vai Trần Thu Thủy
- Từ Nhược Tuyên vai Vương Bích Vân
- Lý Băng Băng vai Vương Kim Đệ
- Qui Á Lôi vai Vương Bích Vân (lúc về già)
- Tần Hán vai Vương Đình Vũ
- Lương Lạc Thi vai Vương Hiểu Nhu

## Giải thưởng
- LHP Hoa Biểu 2007: giải phim hay nhất, đạo diễn xuất sắc nhất, nam diễn viên chính xuất sắc nhất (Trần Khôn), nữ diễn viên chính xuất sắc nhất (Lý Băng Băng), biên kịch xuất sắc nhất, và kỹ thuật điện ảnh xuất sắc nhất
- Giải Kim Kê - Bách Hoa 2008: giải phim ưu tú, đạo diễn xuất sắc nhất, nữ diễn viên chính xuất sắc nhất (Lý Băng Băng), nữ diễn viên phụ xuất sắc nhất (Quy Á Lôi), âm thanh xuất sắc nhất
- LHP Sinh viên Bắc Kinh 2007: phim hay nhất, nam diễn viên yêu thích (Trần Khôn)
- LHP Kim Phụng 2007: giải nam - nữ diễn viên xuất sắc trong phim điện ảnh (Trần Khôn, Lý Băng Băng)
- LHP của các nhà phê bình phim Thượng Hải 2007: giải thưởng công trạng, đạo diễn xuất sắc nhất
- LHP quốc tế Thượng Hải 2007: giải đặc biệt kỉ niệm 10 năm LHP [4]